# 미미 (1995년)
미미(본명: 김미현 , 본명 한자: 金美賢, 1995년 5월 1일~)는 대한민국의 가수이자 걸 그룹 오마이걸의 래퍼이다.

## 학력
- 구암초등학교 (2008년 졸업)
- 구암여자중학교 (2011년 졸업)
- 창원여자고등학교 (2014년 졸업)

## 음반 외 활동

### 예능
- 2018년 MBC SPORTS+《7전 8큐 시즌 2》
- 2018년 KBS2 《배틀 트립1》
- 2020년 엠넷 《TMI NEWS》
- 2020년 SBS 《톡톡 정보 브런치 - 브런치 북토크》
- 2020년 Olive 《스튜디오 겟잇뷰티 - 쑈라벨》
- 2022년 MBC 《전지적 참견 시점》
- 2022년 tvN 《뿅뿅 지구오락실》
- 2022년 SBS F!L 《아이돌 사생대회》
- 2022년 JTBC 《두 번째 세계》
- 2022년 MBC 《황금어장 라디오스타》
- 2022년 JTBC 《톡파원25시》
- 2023년 SBS 《신발 벗고 돌싱포맨》
- 2023년 tvN 《뿅뿅 지구오락실》시즌2
- 2023년 채널A  《하트시그널 시즌4》 고정
- 2023년 SBS 《관계자 외 출입금지》 고정
- 2023년 JTBC 《아는형님》
- 2023년 tvN 《놀라운 토요일》
- 2023년 KBS2 《사장님 귀는 당나귀 귀》
- 2023년 MBC 《황금어장 라디오스타》
- 2023년 MBC 《구해줘!홈즈》
- 2023년 KBS2 《K푸드쇼 '맛의 나라'》고정
- 2023년 SBS 《런닝맨》
- 2023년 JTBC 《부름부름 대행사》고정
- 2023년, 2024년 유튜브 《노빠꾸 탁재훈》
- 2024년 유튜브 《소통의 神》
- 2024년 유튜브 《나영석의 와글와글》
- 2025년 tvN 《뿅뿅 지구오락실》시즌3
- 2025년 유튜브 《핑계고》

### 드라마
- 응답하라 2002

## 수상 목록
- 2024년 대한민국 퍼스트브랜드 대상 여자 예능돌 부문 수상
- 2025년 제4회 청룡시리즈어워즈 신인여자예능인상

## 같이 보기
- 오마이걸
- WM 엔터테인먼트